# El Llibre Negre (Holocaust)
El llibre negre: L'assassinat despiadat de jueus per part dels invasors germano-feixistes en la totalitat de les regions temporalment ocupades de la Unió Soviètica i als Camps d'Extermini de Polònia durant la Guerra de 1941 - 1945, també conegut com a El llibre negre de l'Holocaust o senzillament El llibre negre (en rus: Чёрная Книга, transliterat Txornaia Kniga; Jiddisch: Dos Shvartzer Bukh) és una obra conjunta del Comité Jueu Antifeixista (EAK) i d'alguns membres de la comunitat jueva dels Estats Units on es documenten els crims comesos durant l'Holocaust i la participació de jueus en la lluita i la resistència contra el nacionalsocialisme durant la Segona Guerra Mundial. El seu origen es troba en la tasca dels escriptors i periodistes Ilià Erenburg i Vassili Grossman com a corresponsals de guerra de l'Exèrcit Roig. Els testimonis de Grossman sobre la inauguració dels camps d'extermini de Treblinka i Majdanek compten entre les primeres informacions en primera persona documentades sobre la naturalesa d'aquests llocs, començant el 1943. El seu article "L'infern de Treblinka" (Треблинский ад, 1944) es faria servir als Judicis de Nuremberg com a prova contra els acusats de genocidi. Entre 1944 i 1945 i sobre la base dels documents que havien anat redactant, Erenburg i Grossman van enllestir dos volums que portaven el títol Assassinat del Poble, escrit en jiddisch, que van entregar a l'EAK. Se'n van enviar exemplars als Estats Units, al mandat britànic de Palestina (Israel actual) i Romania el 1946, i alguns fragments varen ser publicats en anglès als EUA sota el títol definitiu de Black Book. A Romania, una part del manuscrit també va veure la llum el 1946, i se'n van imprimir exemplars a Israel, on resta un manuscrit al museu Yad Vashem.

## Destí del llibre a l'URSS
Segons paraules d'Herenburg, la comissió literària soviètica no es va comprometre a publicar el Llibre Negre l'octubre de 1944. "En lloc de respondre directament, em van demanar: 'escriu el llibre, i si surt bé, es publicaria'. 'Però no som nosaltres els autors, sinó els feixistes... Què vol dir "si surt bé"? No és una novel·la, és un document." L'editorial jiddisch Der Emes va publicar parts del llibre a la Unió Soviètica, mentre que l'edició original sencera, els caràcters i el manuscrit van ser destruïts. En primer lloc els censors van demanar retocs al text per amagar el caràcter específicament antijueu de les atrocitats comeses, alhora que volien que es canviés la responsabilitat assignada als ucraïnesos que treballaven de policies nazis. El 1948 l'edició va ser retirada del tot, i els documents originals que havien estat entregats al Museu Jueu de Vílnius pels seus escriptors, secretament retornats a Erenburg un cop el museu va ser tancat aquell any, en el qual va tenir lloc una campanya contra els jueus, anomenats "cosmopolites sense arrels" en la terminologia estalinista. La política oficial sobre l'Holocaust era tractar-lo com una sèrie de crims realitzats contra la ciutadania soviètica, no s'acceptava que hi hagués una ideologia racial ni que fos un genocidi.
El 1980 es va publicar una edició en llengua russa del Llibre Negre a Jerusalem, mentre que un segon tiratge va veure la llum el 1991 a Kíev (Ucraïna).